# Jens Hillingsø
Jens Georg Hillingsø (født 19. februar 1964) er en dansk cheflæge og overlæge på Rigshospitalet og klinisk lektor ved Københavns Universitet. Han er søn af den tidligere danske generalløjtnant Kjeld Georg Hilligsøe Hillingsø og dennes kone Ellen Birgitta Hillingsø, bror til skuespillerinden Ellen Gunilla Hillingsø og far til Olivia Hillingsø (født 2002), og Babara Hillingsø (født 2006) der også er skuespiller.